# Лома (Северна Дакота)
Лома (енгл. Loma) град је у америчкој савезној држави Северна Дакота.

## Демографија
По попису из 2010. године број становника је 16, што је 5 (-23,8%) становника мање него 2000. године.
| Група             | 2000.       | 2010.       |
| Белци             | 21 (100,0%) | 16 (100,0%) |
| Афроамериканци    | 0 (0,0%)    | 0 (0,0%)    |
| Азијати           | 0 (0,0%)    | 0 (0,0%)    |
| Хиспаноамериканци | 0 (0,0%)    | 0 (0,0%)    |
| Укупно            | 21          | 16          |